# Julien-Armand Soret
Pour les articles homonymes, voir Soret.
Julien-Armand Soret, né le 1er décembre 1783 à Lorient et mort le 2 février 1864 à Hennebont, était un officier de marine et administrateur colonial français. 

## Biographie
Entré dans la Marine d'état comme novice en 1799, il est nommé aspirant de marine en 1801 puis enseigne de vaisseau auxiliaire en 1804. Promu enseigne de vaisseau entretenu le 18 juillet 1811, il obtient ensuite le grade de lieutenant de vaisseau le 1er mars 1821 et est enfin nommé capitaine de corvette le 20 août 1831.
Il participe à cinq combats navals sous le Premier Empire et est blessé à la jambe droite en montant à l'abordage lors de la prise de la frégate britannique La Junon le 13 décembre 1809. Sous-aide-major de la Marine à Lorient en 1829, il est commandant en second de la division des équipages de ligne de Rochefort en 1835.
Peu après son admission à la retraite, Soret est nommé gouverneur du Sénégal par une ordonnance royale du 1er mars 1837. Relevant le gouverneur par intérim Guillet, il demeure en poste du 14 septembre 1837 au 12 avril 1839. Le capitaine de vaisseau Charmasson de Puylaval lui succède.
Le capitaine Soret a été décoré de l'ordre de Saint-Louis en 1821 et de la Légion d'honneur en 1831.